# Ronsdorf
Ronsdorf önálló német város volt. 1929-től Wuppertal része.

## Fekvése
A K4 és L417 utak keresztezésénél fekszik.

## Története
A város első írásos emléke 1494-ből való.
1745-ben kapta meg a városi címet. A városba nemsokára textilipar és vasgyártás települt, és gyorsan növekedni kezdett.
1816-ban Poroszország része lett, a Lennepi járás egyik településeként.
1929-ben néhány kisváros (Barmen, Elberfeld, Vohwinkel, Ronsdorf, Cronenberg, Langerfeld és Beyenburg) egyesülésével létrejött Wuppertal (melyet 1929-1930-ig ideiglenesen Barmen-Elberfeldnek neveztek), ma e város egyik kerülete.

## Városrészek
| - Stadtbezirk 9 Ronsdorf - 90 Ronsdorf-Mitte/Nord - 91 Blombach-Lohsiepen - 92 Rehsiepen - 93 Schenkstr - 94 Blutfinke - 95 Erbschlö-Linde |

## Lakosság
- 1871:  8 672
- 1880: 10 100
- 1900: 13 297
- 1910: 15 365
- 1925: 15 174
- 2004: 22 261

## A város szülöttei
- Elias Eller (1690–1750) városalapító
- Adolf von Brüning (1837–1884) kémikus és iparos
- Paul Wegmann (1889-1945) politikus
- Rudolf Carnap (1891–1970) filozófus
- Jörg Knör (* 1959) komikus és parodista

## Külső hivatkozások
- Ronsdorfi polgári egyesület oldala
- "Ronsdorfer SonntagsBlatt" hetilap oldala
- Információs oldal